# GLAM (culture)
Pour les articles homonymes, voir GLAM.

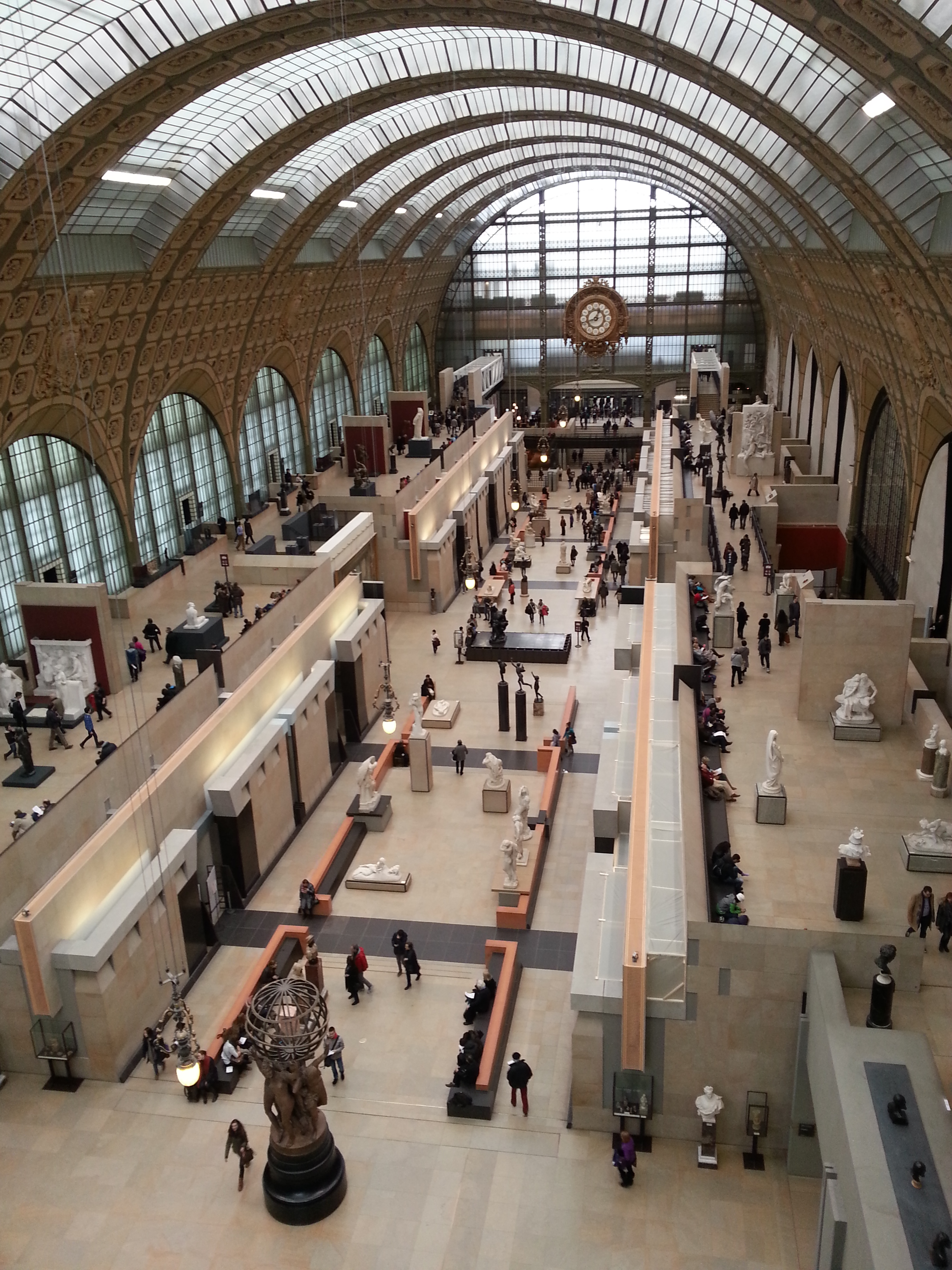
Vue intérieure du musée d'Orsay à Paris.

GLAM est un acronyme anglais pour Galleries, Libraries, Archives and Museums (en français Galeries, Bibliothèques, Archives et Musées).
Plus généralement, il désigne des institutions publiques chargées de la collecte d'éléments du patrimoine culturel et historique. Le terme est apparu dans les années 2000.

## Wikimedia et les GLAM
Wikimedia propose aux GLAM de valoriser avec eux leurs patrimoines, dès lors qu'ils acceptent de le diffuser, tout ou partie en Open data ou sous un mode collaboratif.
En décembre 2010, de premiers événements GLAM ont ainsi été programmés à Londres et Paris, et plus tard d'autres ont suivi dans le monde, dont en France et au Québec avec Bibliothèque et Archives nationales du Québec,.